# Loi de Birks
 (juin 2021).
La loi de Birks, (nommé d'après le physicien britannique John B. Birks) est une formule empirique liant le rendement lumineux à la longueur de trajet à la perte d'énergie par longueur de trajet d'une particule traversant un scintillateur. Celle-ci donne une relation non-linéaire pour un taux de perte élevée.

## Principe
La relation est la suivante:
{\displaystyle {\operatorname {d} \!L \over \operatorname {d} \!x}=S{{dE \over dx} \over 1+k_{B}{dE \over dx}}}.
Avec:
- L est le rendement lumineux;
- S est l'efficacité du scintillement;
- {\displaystyle {dE \over dx}} est la perte d'énergie par longueur de trajet;
- {\displaystyle k_{B}} est la constante de Birks.

Pour un scintillateur polystyrène, {\displaystyle k_{B}} vaut 0,126 mm/MeV et entre 1,26× 10−2  et 2,07× 10−2 g/(MeV cm2) pour les scintillateurs à base de polyvinyltoluene [terme français manquant].
Birks supposa que la perte de linéarité de la relation est due à la recombinaison et l'effet d'extinction entre les molécules dites "excitées" et le substrat environnant. 
La loi de Birks a principalement été testée dans des scintillateurs organiques. Son application aux scintillateurs inorganiques reste débattue. Un de ces débat figure dans Accelerators: Organic scintillators. Un ensemble de constante de Birks pour différents matériaux peut être trouvé dans Semi-empirical calculation of quenching factors for ions in scintillators,. Enfin, une théorie de la saturation du scintillement, qui donne la loi de Birks pour seulement la désexcitation unimoléculaire, peut être trouvée dans un ouvrage de Blanc, Cambou et De Laford.  